# Plasmadiffusion
Aufgrund der Ladungsträger in einem Plasma unterscheidet sich die Plasmadiffusion deutlich von der Diffusion in Gas und Flüssigkeiten. Selbst die Abwesenheit von extern angelegten Feldern führt die Wechselwirkung zwischen positiven (Ionen) und negativen (in der Regel Elektronen) Plasmateilchen zu einer ambipolaren Diffusion mit einem Diffusionskoeffizienten, der sich von dem der einzelnen Elektronen- oder Ionenarten unterscheidet, wenn die Wechselwirkung vernachlässigt wird.
Die Plasmadiffusion durch ein Magnetfeld ist ein wichtiges Thema beim magnetischen Einschluss von Fusionsplasma. Dabei geht es vor allem darum, wie der Plasmatransport mit der Stärke des äußeren Magnetfelds korreliert. Die klassische Diffusion liefert eine 1/B²-Skalierung, während die Bohm-Diffusion, die sich aus experimentellen Beobachtungen an frühen Plasma-Einschlussmaschinen ergab, vermutlich der 1/B-Skalierung folgt. Dieses Gebiet ist weiterhin Gegenstand aktiver Forschung.